# Epix
MGM+は、メトロ・ゴールドウィン・メイヤー（MGM）の子会社であるエピックス・エンターテインメントが所有するアメリカのプレミアムケーブルおよび衛星テレビネットワーク。主な放送内容は、新旧の劇場公開映画、オリジナルテレビシリーズ、ドキュメンタリー、音楽・コメディ特番である。